# Linia kolejowa Rudolstadt-Schwarza – Bad Blankenburg
Linia kolejowa Rudolstadt-Schwarza – Bad Blankenburg – dawna, jednotorowa lokalna linia kolejowa w kraju związkowym Turyngia, w Niemczech. Łączyła dworzec Rudolstadt-Schwarza z miejscowością Bad Blankenburg.